# Fabian Hambüchen

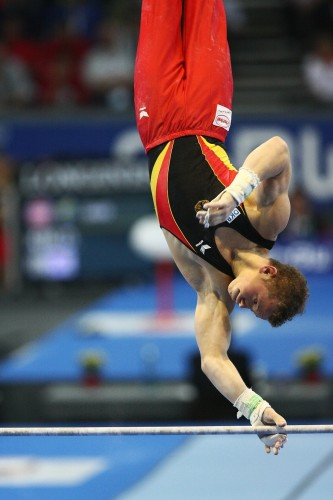

Fabian Hambüchen (Bergisch Gladbach, 25 de outubro de 1987) é um ginasta alemão, radicado na cidade de Wetzlar, que compete em provas de ginástica artística.
Hambüchen participou dos Jogos Olímpicos de Atenas, em 2004, onde terminou na sétima posição na barra fixa e em oitavo na disputa por equipes. Na edição de Pequim, 2008, o ginasta foi a duas finais - a primeira delas, na barra fixa, lhe trouxe sua primeira medalha olímpica, a de bronze. Em seguida, no solo, Fabian terminou com a quarta colocação.
Em campeonatos mundiais, Hambüchen conquistou um total de cinco medalhas e em campeonatos europeus, sete. Em 2007, o ginasta foi eleito o atleta do ano em seu país.
Seu aparelho de melhor desempenho e resultados é a barra fixa.

## Carreira
Fabian é filho de ex-esportistas e iniciou a carreira de ginasta sob os cuidados do pai, Wolfgan, que treinou também seu irmão mais velho, Christian. Em 1999, Hambüchen se transformou em um atleta profissional. Em 2002, no Europeu Júnior, sua primeira disputa a nível continental, Fabian conquistou a medalha de ouro nas barras paralelas. Dois anos mais tarde, tornou-se o ginasta mais jovem a integrar a equipe alemã de ginástica artística, nos Jogos Olímpicos de Atenas, sendo este também, o seu primeiro campeonato de grande porte. No ano seguinte, 2005, após a boa campanha no Campeonato Europeu em Debrecen – onde, aos dezoito anos, conquistou a medalha de ouro na barra fixa -, o ginasta alçou o posto de celebridade alemã. Em 2006, Hambüchen competiu em seu primeiro Campeonato Mundial, de realização em Aarhus. Nesta edição, o ginasta conquistou duas medalhas: foi bronze no salto e no concurso geral. Mais tarde, conquistara duas novas medalhas, de prata – no salto e na barra fixa -, na etapa de Cottbus da Copa do Mundo. Na última etapa em que conquistou medalhas, em Stuttgart, Fabian encerrou sua participação no evento com a medalha de ouro no solo. Na final da Copa do Mundo em São Paulo, o ginasta terminou com a quinta colocação em seu principal aparelho.
Em 2007, no Campeonato Mundial – Stuttgart, Hambüchen conquistou o ouro na barra fixa, o bronze por equipes – a primeira desde 1991 - e a segunda colocação no individual geral – a melhor posição que um ginasta alemão alcançara até então. No ano de 2008, em sua segunda participação olímpica, Fabian conquistou a medalha de bronze na barra fixa e o quarto lugar no solo. Sucessivos erros e a pressão por uma conquista de medalha, foram atribuídos como justificativa ao fraco desempenho do atleta nessas Olimpíadas. Em novembro do mesmo ano, em sua última competição do ano, a Copa do Mundo, também em Stuttgart, rendeu ao ginasta as medalhas de ouro no solo e na barra fixa, e a medalha de bronze nas barras paralelas.
Além de ser bem sucedido como ginasta, Fabian Hambüchen é também conhecido como o Sr. Simpatia entre seus colegas de profissão, por sempre cumprimentar seus adversários e desejar-lhes uma boa sorte antes das disputas. Fora dos ginásios, Fabian também é famoso, não apenas na Alemanha, onde é inspiração para os jovens aprendizes do desporto. Em 2007, o ginasta foi garoto-propaganda da companhia alemã EnBw. Na TV, o ginasta fizera algumas aparições desde seu sucesso no Mundial de 2007. Contudo, foi em 2008 que ele participou pela primeira vez de um programa em que as celebridades concorriam – uma apresentação como as realizadas em Dancing with the stars. No Diving With The Celebrities, o ginasta encerrou sua participação - no desafio dos saltos ornamentais - com a quarta colocação.
Em fevereiro de 2009, abrindo seu calendário competitivo internacional, Fabian venceu o individual geral da Tyson American Cup - de edição realizada em Hoffman Estates -, superando os anfitriões norte-americanos David Sender e Joseph Hagerty. No mês seguinte, na etapa alemã de Cottbus da Copa do Mundo, o ginasta, foi à duas finais. Na primeira, das paralelas, Hambüchen cometeu um erro na saída do aparelho e encerrou participação na quinta colocação. Em seguida, competindo em seu principal aparato, a barra fixa, o ginasta escorregou na retomada da barra e caiu fora da área dos colchões. Atendido pelos médicos da equipe, o atleta não pôde encerrar sua apresentação. Dois meses mais tarde, no Campeonato Europeu, o atleta subiu ao pódio nas três finais das quatro para as quais se classificou. No concurso geral, Fabian conquistou a medalha de ouro, com a nota 89,175. Nas finais por aparelhos, ouro no solo, a frente do compatriota Matthias Fahrig e bronze nas barras paralelas. No salto, o ginasta encerrou participação na sétima posição. No mês de outubro, participando dos treinamentos durante o Mundial de Londres, sofreu uma lesão e fora obrigado a abandonar a competição antes das classificatórias.

## Principais resultados
| Ano  | Evento                                    | AA                | Equipe            | Solo.             | Cavalo com alças. | Argolas.         | Salto sobre o cavalo. | Barras paralelas. | Barra fixa.       |
| ---- | ----------------------------------------- | ----------------- | ----------------- | ----------------- | ----------------- | ---------------- | --------------------- | ----------------- | ----------------- |
| 2002 | Campeonato Europeu Júnior                 |                   |                   |                   |                   |                  |                       |                   | Medalha de ouro   |
| 2004 | Jogos Olímpicos                           |                   | 8º                |                   |                   |                  |                       |                   | 7º                |
| 2005 | Copa do Mundo – Debrecen                  |                   |                   |                   |                   |                  |                       |                   | Medalha de ouro   |
| 2005 | Campeonato Europeu                        |                   |                   |                   |                   |                  |                       |                   | Medalha de ouro   |
| 2006 | Campeonato Mundial de Ginástica Artística | Medalha de bronze |                   |                   |                   |                  |                       | Medalha de bronze |                   |
| 2006 | Copa do Mundo – Cottbus                   |                   |                   |                   |                   | Medalha de prata |                       | Medalha de prata  |                   |
| 2006 | Copa do Mundo – Stuttgart                 |                   |                   | Medalha de ouro   |                   |                  |                       |                   |                   |
| 2007 | Campeonato Europeu                        | Medalha de prata  |                   |                   |                   |                  |                       |                   | Medalha de ouro   |
| 2007 | Campeonato Mundial de Ginástica Artística | Medalha de prata  | Medalha de bronze |                   |                   |                  |                       |                   | Medalha de ouro   |
| 2008 | Copa do Mundo – Cottbus                   |                   |                   | Medalha de ouro   |                   |                  | Medalha de prata      | Medalha de prata  |                   |
| 2008 | Campeonato Europeu                        |                   | Medalha de prata  | Medalha de bronze |                   |                  |                       |                   | Medalha de ouro   |
| 2008 | Jogos Olímpicos                           |                   |                   |                   |                   |                  |                       |                   | Medalha de bronze |
| 2008 | Copa do Mundo – Stuttgart                 |                   |                   | Medalha de ouro   |                   |                  | Medalha de bronze     | Medalha de ouro   |                   |
| 2009 | Campeonato Europeu                        |                   | Medalha de ouro   | Medalha de ouro   |                   |                  |                       | Medalha de bronze |                   |
| 2010 | Campeonato Europeu                        |                   | Medalha de ouro   |                   |                   | 8º               |                       |                   | Medalha de bronze |
| 2010 | Campeonato Mundial de Ginástica Artística |                   | Medalha de bronze |                   |                   |                  |                       | 4º                | Medalha de bronze |
| 2011 | Campeonato Mundial de Ginástica Artística |                   | 6º                |                   |                   |                  |                       |                   | 4º                |
| 2012 | Jogos Olímpicos                           | 15º               | 7º                |                   |                   |                  |                       |                   | Medalha de prata  |
| 2013 | Campeonato Mundial de Ginástica Artística | Medalha de bronze |                   | 7º                |                   |                  |                       |                   | Medalha de prata  |
| 2016 | Jogos Olímpicos                           |                   | 7º                |                   |                   |                  |                       |                   | Medalha de ouro   |